# Pyropelta corymba
Pyropelta corymba là một loài ốc biển nhỏ, động vật thân mềm chân bụng sống ở biển trong họ Pyropeltidae